# Powdersmoke Range
Powdersmoke Range (no Brasil, Duelo de Valentes) é um filme do gênero western dos Estados Unidos de 1935, dirigido por Wallace Fox, estrelado por Harry Carey, Hoot Gibson, Guinn Williams e Bob Steele. O filme é baseado no romance de 1934 de mesmo nome por William Colt MacDonald.